# Kreisgericht Beuthen

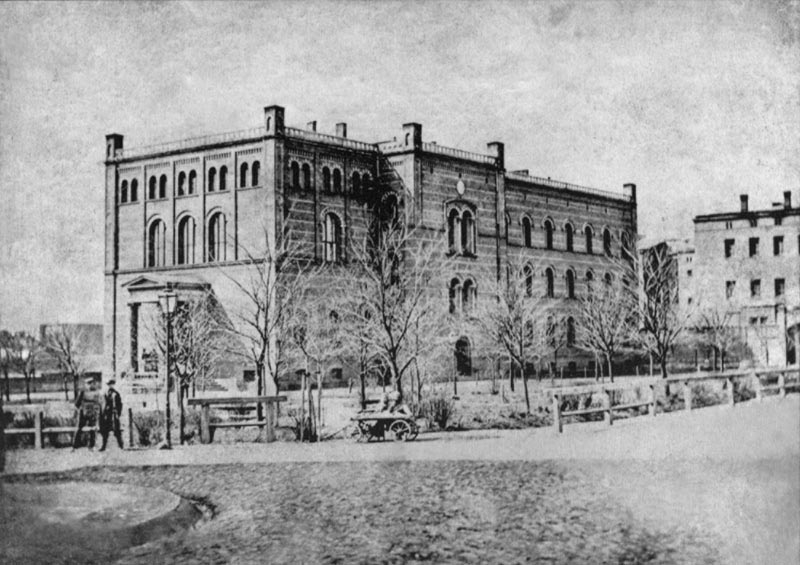
Das frühere Kreisgerichtsgebäude von 1860, später Sitz des Amtsgerichtes (Aufnahme um 1892)

Das Kreisgericht Beuthen war ein preußisches Kreisgericht in der damaligen preußischen Provinz Schlesien mit Sitz in Beuthen.

## Geschichte
1849 wurden in Preußen einheitlich Kreisgerichte geschaffen. Hierbei wurde die Patrimonialgerichtsbarkeit abgeschafft und die Patrimonialgerichte aufgehoben. In Beuthen betraf das vor allem das Gericht der Freien Standesherrschaft Beuthen in Tarnowitz und das Freistandesherrliche Stadtgericht Beuthen. Daneben bestand das königliche Stadtgericht Beuthen. Es entstand nun das Königliche Kreisgericht Beuthen. Es umfasste den Kreis Beuthen. Zuständiges Appellationsgericht war das Appellationsgericht Ratibor.
Gerichtsdeputationen, also Zweigstellen des Gerichtes mit mehr als drei Richtern, wurden in Myslowitz (sechs Richter) und Tarnowitz (fünf Richter) eingerichtet. 
Am Gericht waren 1870 ein Direktor und 31 Kreisrichter eingesetzt. Die Zahl der Gerichtseingesessenen betrug 192.390. Das Gericht war auch Schwurgericht für den Bezirk der Kreisgerichte Beuthen, Gleiwitz, Lublinitz und Pleß. Gerichtstage wurden in Gleiwitz, Lublinitz und Pleß gehalten.
Im Rahmen der Reichsjustizgesetze wurde das Gerichtswesen in Deutschland 1879 vereinheitlicht. Damit wurde das Kreisgericht Beuthen aufgehoben und das königlich preußische Amtsgericht Beuthen mit Wirkung zum 1. Oktober 1879 als eines von 5 Amtsgerichten im Bezirk des Landgerichtes Beuthen als Nachfolger gebildet. Auch die Gerichtsdeputationen wurden 1879 in Amtsgerichte umgewandelt (Amtsgericht Myslowitz und Amtsgericht Tarnowitz).